# Константинос, Михаил
Константинос Михаил (греч. Κωνσταντίνος Μιχαήλ, 1751, Кастория — 1816) — греческий медик, философ 18 века.

## Биографические сведения
Константинос Михаил родился в 1751 году в Кастории. Образование получил в Кастории и Сьятисте. Изучал философию и медицину в Вене, после чего работал там врачом, а также делал первые пробы на литературном поприще.
После возвращения в Грецию он пожертвовал значительные для школ Кастории, а также завещал Касторийской метрополии свою частную библиотеку, состоящую из 600 томов.

## Основные труды
- Διαιτητική, 1794
- Eγχειρίδιο του εν ιατροίς σοφωτάτου Tισσότου, перевод